# Жуковичи (Смоленская область)
Жуковичи — деревня в Починковском районе Смоленской области России. Входит в состав Краснознаменского сельского поселения. Население — 9 жителей (2007 год). 
Расположена в центральной части области в 33 км к югу от Починка, в 9 км западнее автодороги А141 Орёл — Витебск, на берегу реки Стометь. В 8 км северо-восточнее деревни расположена железнодорожная станция Терешок на линии Смоленск — Рославль. 

## История
В годы Великой Отечественной войны деревня была оккупирована гитлеровскими войсками в июле 1941 года, освобождена в сентябре 1943 года.

## Традиции
Почти каждый год, на Радоницу,  в окрестностях  деревни можно встретить её бывших жителей  и их потомков. 